# Changos de Naranjito 2016-2017
Questa voce raccoglie le informazioni riguardanti i Changos de Naranjito nelle competizioni ufficiali della stagione 2016-2017.

## Organigramma societario
Area direttiva
- Presidente: Alexis Aponte

Area tecnica
- Primo allenatore: Carlos Rivera

## Rosa
| N° | Nome             | Ruolo | Data di nascita  | Nazionalità sportiva |
| -- | ---------------- | ----- | ---------------- | -------------------- |
| 3  | José Pagán       | S     | 17 gennaio 1995  | Porto Rico           |
| 3  | Luis Bertrán     | L     | 22 agosto 1994   | Porto Rico           |
| 4  | Jorge López      | S     | 6 febbraio 1992  | Porto Rico           |
| 5  | Eddiel Hernández | S     | -                | Porto Rico           |
| 6  | Lewis Rodríguez  | P     | -                | Porto Rico           |
| 7  | Gabriel García   | O     | 8 gennaio 1999   | Porto Rico           |
| 8  | Luis Candelario  | C     | 11 novembre 1988 | Porto Rico           |
| 9  | Juan Vázquez     | O     | 23 gennaio 1991  | Porto Rico           |
| 10 | Carlos Morales   | L     | 9 settembre ?    | Porto Rico           |
| 11 | Eric Haddock     | S     | 15 giugno 1983   | Porto Rico           |
| 12 | Luis Pabón       | S     | 25 maggio 1995   | Porto Rico           |
| 13 | Paul Agosto      | O     | 12 giugno 1990   | Porto Rico           |
| 14 | Ángel Pérez      | S     | 20 ottobre 1993  | Porto Rico           |
| 15 | Kevin Rodríguez  | P     | 12 agosto 1994   | Porto Rico           |
| 16 | Juan Rosa        | L     | 11 agosto 1993   | Porto Rico           |
| 18 | Omar Rivera      | C     | 13 giugno 1989   | Porto Rico           |

## Mercato
| Acquisti | Acquisti         | Acquisti             | Acquisti   |
| R.       | Nome             | da                   | Modalità   |
| -------- | ---------------- | -------------------- | ---------- |
| S        | José Pagán       | ?                    | definitivo |
| S        | Eddiel Hernández | Colegio Carmen Sol   | definitivo |
| P        | Lewis Rodríguez  | UPR Mayagüez         | definitivo |
| O        | Gabriel García   | Saint Francis School | definitivo |
| O        | Juan Vázquez     | Mets de Guaynabo     | definitivo |
| S        | Luis Pabón       | Turabo               | definitivo |
| O        | Paul Agosto      | -                    | definitivo |
| S        | Ángel Pérez      | Springfield          | definitivo |
| L        | Juan Rosa        | -                    | definitivo |
| L        | Luis Bertrán     | IPFW                 | definitivo |

| Cessioni | Cessioni         | Cessioni              | Cessioni   |
| R.       | Nome             | a                     | Modalità   |
| -------- | ---------------- | --------------------- | ---------- |
| ?        | Misael Ortíz     | -                     | definitivo |
| S        | Víctor Rivera    | Patriotas de San Juan | definitivo |
| O        | Ulises Maldonado | Cariduros de Fajardo  | definitivo |
| O        | Brook Billings   | -                     | ritirato   |
| L        | Arnel Cabrera    | Mets de Guaynabo      | definitivo |
| S        | José Pagán       | -                     | definitivo |
| O        | Paul Agosto      | -                     | definitivo |

## Risultati

### LVSM

#### Regular season
| 1ª giornata - 20 ottobre 2016 Coliseo Tomás Dones, Fajardo                 | Cariduros de Fajardo     | 3 - 2 | Changos de Naranjito     | 26-28, 17-25, 25-18, 26-24, 15-12 |
| 2ª giornata - 22 ottobre 2016 Coliseo Gelito Ortega, Naranjito             | Changos de Naranjito     | 3 - 1 | Patriotas de San Juan    | 25-18, 25-20, 12-25, 25-18        |
| 3ª giornata - 27 ottobre 2016 Coliseo Gelito Ortega, Naranjito             | Changos de Naranjito     | 2 - 3 | Caribes de San Sebastián | 25-19, 17-25, 28-26, 26-28, 10-15 |
| 4ª giornata - 29 ottobre 2016 Coliseo Carmen Zoraida Figueroa, Corozal     | Plataneros de Corozal    | 3 - 2 | Changos de Naranjito     | 25-20, 26-28, 29-27, 16-25, 15-12 |
| 5ª giornata - 2 novembre 2016 Coliseo Gelito Ortega, Naranjito             | Changos de Naranjito     | 3 - 0 | Indios de Mayagüez       | 25-23, 25-14, 25-21               |
| 6ª giornata - 4 novembre 2016 Coliseo Gelito Ortega, Naranjito             | Changos de Naranjito     | 0 - 3 | Caribes de San Sebastián | 22-25, 23-25, 23-25               |
| 7ª giornata - 10 novembre 2016 Coliseo Gelito Ortega, Naranjito            | Changos de Naranjito     | 1 - 3 | Cariduros de Fajardo     | 26-24, 17-25, 19-25, 23-25        |
| 8ª giornata - 12 novembre 2016 Coliseo Roberto Clemente, San Juan          | Patriotas de San Juan    | 2 - 3 | Changos de Naranjito     | 25-21, 16-25, 22-25, 25-19, 11-15 |
| 9ª giornata - 18 novembre 2016 Coliseo Mario Morales, Guaynabo             | Mets de Guaynabo         | 3 - 2 | Changos de Naranjito     | 20-25, 23-25, 25-21, 25-17, 16-14 |
| 10ª giornata - 20 novembre 2016 Coliseo Guillermo Angulo, Carolina         | Gigantes de Carolina     | 2 - 3 | Changos de Naranjito     | 25-16, 18-25, 27-29, 25-19, 17-19 |
| 11ª giornata - 25 novembre 2016 Coliseo Gelito Ortega, Naranjito           | Changos de Naranjito     | 3 - 2 | Plataneros de Corozal    | 21-25, 14-25, 25-23, 25-15, 15-10 |
| 12ª giornata - 2 dicembre 2016 Coliseo Gelito Ortega, Naranjito            | Changos de Naranjito     | 3 - 1 | Gigantes de Carolina     | 25-20, 22-25, 25-21, 25-22        |
| 13ª giornata - 4 dicembre 2016 Coliseo Gelito Ortega, Naranjito            | Changos de Naranjito     | 0 - 3 | Mets de Guaynabo         | 21-25, 14-25, 17-25               |
| 14ª giornata - 9 dicembre 2016 Coliseo Gelito Ortega, Naranjito            | Changos de Naranjito     | 0 - 3 | Plataneros de Corozal    | 20-25, 27-29, 21-25               |
| 15ª giornata - 11 dicembre 2016 Palacio de Recreación y Deportes, Mayagüez | Indios de Mayagüez       | 3 - 0 | Changos de Naranjito     | 25-22, 25-18, 25-21               |
| 16ª giornata - 16 dicembre 2016 Coliseo Luis Aymat Cardona, San Sebastián  | Caribes de San Sebastián | 3 - 0 | Changos de Naranjito     | 25-20, 25-17, 25-19               |
| 17ª giornata - 18 dicembre 2016 Coliseo Carmen Zoraida Figueroa, Corozal   | Plataneros de Corozal    | 3 - 1 | Changos de Naranjito     | 31-29, 26-28, 25-22, 25-22        |
| 18ª giornata - 23 dicembre 2016 Coliseo Luis Aymat Cardona, San Sebastián  | Caribes de San Sebastián | 3 - 0 | Changos de Naranjito     | 30-28, 25-20, 25-22               |
| 19ª giornata - 28 dicembre 2016 Palacio de Recreación y Deportes, Mayagüez | Indios de Mayagüez       | 3 - 1 | Changos de Naranjito     | 25-14, 19-25, 25-16, 25-22        |
| 20ª giornata - 30 dicembre 2016 Coliseo Gelito Ortega, Naranjito           | Changos de Naranjito     | 3 - 1 | Indios de Mayagüez       | 33-35, 25-16, 26-24, 25-23        |

## Statistiche

### Statistiche di squadra
| Competizione | Punti | In casa | In casa | In casa | In trasferta | In trasferta | In trasferta | Totale | Totale | Totale |
| Competizione | Punti | G       | V       | P       | G            | V            | P            | G      | V      | P      |
| ------------ | ----- | ------- | ------- | ------- | ------------ | ------------ | ------------ | ------ | ------ | ------ |
| LVSM         | 22    | 10      | 5       | 5       | 10           | 2            | 8            | 20     | 7      | 13     |
| Totale       | -     | 10      | 5       | 5       | 10           | 2            | 8            | 20     | 7      | 13     |

G = partite giocate; V = partite vinte; P = partite perse